# Maximilian Arnold
Maximilian Arnold (Riesa, Alemania, 27 de mayo de 1994) es un futbolista alemán que juega como centrocampista en el VfL Wolfsburgo de la 1. Bundesliga alemana.

## Trayectoria
Debutó en Bundesliga el 26 de noviembre de 2011 jugando para el VfL Wolfsburgo contra el F. C. Augsburgo, ingresando en el minuto 86 por Makoto Hasebe pero perdieron 2 a 0. El 13 de abril de 2013 anotó su primer gol como profesional, frente al TSG 1899 Hoffenheim.
El 6 de abril de 2016 le anotó un gol al Real Madrid en el partido de ida por cuartos de final de la Liga de Campeones de la UEFA, encuentro que terminó 2 a 0 a favor de los alemanes.
El 3 de marzo de 2021, en el encuentro de cuartos de final de la Copa de Alemania ante el R. B. Leipzig en el que quedarían eliminados tras perder por 2-0, jugó su partido número 300 con el VfL Wolfsburgo. El 23 de octubre del mismo año se convirtió en el jugador que más encuentros había disputado en 1. Bundesliga en la historia del club, superando los 259 de Diego Benaglio.

## Estadísticas
Actualizado al 17 de mayo de 2025.
| Club                      | Div.          | Temporada     | Liga  | Liga  | Copas nacionales | Copas nacionales | Torneos internacionales | Torneos internacionales | Total | Total |
| Club                      | Div.          | Temporada     | Part. | Goles | Part.            | Goles            | Part.                   | Goles                   | Part. | Goles |
| ------------------------- | ------------- | ------------- | ----- | ----- | ---------------- | ---------------- | ----------------------- | ----------------------- | ----- | ----- |
| VfL Wolfsburgo · Alemania | 1.ª           | 2011-12       | 2     | 0     | 0                | 0                | —                       | —                       | 2     | 0     |
| VfL Wolfsburgo · Alemania | 1.ª           | 2012-13       | 6     | 3     | 1                | 0                | —                       | —                       | 7     | 3     |
| VfL Wolfsburgo · Alemania | 1.ª           | 2013-14       | 28    | 7     | 3                | 0                | —                       | —                       | 31    | 7     |
| VfL Wolfsburgo · Alemania | 1.ª           | 2014-15       | 27    | 4     | 5                | 2                | 8                       | 0                       | 40    | 6     |
| VfL Wolfsburgo · Alemania | 1.ª           | 2015-16       | 31    | 3     | 3                | 0                | 10                      | 1                       | 44    | 4     |
| VfL Wolfsburgo · Alemania | 1.ª           | 2016-17       | 34    | 2     | 2                | 0                | —                       | —                       | 36    | 2     |
| VfL Wolfsburgo · Alemania | 1.ª           | 2017-18       | 31    | 2     | 3                | 0                | —                       | —                       | 34    | 2     |
| VfL Wolfsburgo · Alemania | 1.ª           | 2018-19       | 33    | 2     | 3                | 0                | —                       | —                       | 36    | 2     |
| VfL Wolfsburgo · Alemania | 1.ª           | 2019-20       | 33    | 4     | 2                | 0                | 9                       | 1                       | 44    | 5     |
| VfL Wolfsburgo · Alemania | 1.ª           | 2020-21       | 30    | 3     | 3                | 0                | 3                       | 0                       | 36    | 3     |
| VfL Wolfsburgo · Alemania | 1.ª           | 2021-22       | 34    | 4     | 1                | 0                | 6                       | 0                       | 41    | 4     |
| VfL Wolfsburgo · Alemania | 1.ª           | 2022-23       | 32    | 5     | 2                | 0                | —                       | —                       | 34    | 5     |
| VfL Wolfsburgo · Alemania | 1.ª           | 2023-24       | 30    | 2     | 3                | 0                | —                       | —                       | 33    | 2     |
| VfL Wolfsburgo · Alemania | 1.ª           | 2024-25       | 28    | 3     | 2                | 0                | —                       | —                       | 30    | 3     |
| VfL Wolfsburgo · Alemania | Total club    | Total club    | 379   | 44    | 33               | 2                | 36                      | 2                       | 448   | 48    |
| Total carrera             | Total carrera | Total carrera | 379   | 44    | 33               | 2                | 36                      | 2                       | 448   | 48    |
| 1. 2. 3.                  |               |               |       |       |                  |                  |                         |                         |       |       |

## Palmarés

### Títulos nacionales
| Título                | Club           | País     | Año     |
| --------------------- | -------------- | -------- | ------- |
| Copa de Alemania      | VfL Wolfsburgo | Alemania | 2014-15 |
| Supercopa de Alemania | VfL Wolfsburgo | Alemania | 2015    |

### Títulos internacionales
| Título          | Club (*) | Sede    | Año  |
| --------------- | -------- | ------- | ---- |
| Eurocopa Sub-21 | Alemania | Polonia | 2017 |

(*) Incluyendo la selección.